# André Gilbertas
André Gilbertas est un homme politique et écrivain français, né à Lyon le 11 mai 1921 et mort le 7 juillet 2011 à Chambéry.

## Biographie

### Une personnalité chambérienne
Chirurgien cardiaque de profession, André Gilbertas a, outre son activité médicale à Chambéry, été chargé de cours et a publié de nombreux travaux universitaires. Ancien président du Conseil régional de formation médicale continue, il est le fondateur de la première association de don d’organes en Savoie.
En parallèle de son activité professionnelle, il s’est fortement implanté dans la vie associative chambérienne, notamment culturelle (président de l'Association des Amis de l'Université, qui œuvrait à la création d'une université savoyarde), à la promotion du sport, puis comme président du Stade olympique chambérien (alors omnisport, aujourd'hui séparé entre le handball, le football et le rugby). Auteur de romans, l’un d’entre eux, L’Inconnu d’Ucello, se fait connaître largement lorsque, comme dans son polar, le Portrait de jeune homme exposé à Chambéry est volé puis rendu,. Ces différents romans traitent de l'histoire locale, de l'émigration des Russes blancs en France au XVIIIe siècle.
Il a reçu la Légion d'honneur en 1977.
Il est élu en 1986 à l'Académie des sciences, belles-lettres et arts de Savoie, avec pour titre académique titulaire effectif résident.

### Adjoint et maire à Chambéry
À partir des municipales de 1989, André Gilbertas est devenu premier adjoint du maire Louis Besson. De tendance barriste, il incarnait une ouverture au centre voulue par le ministre socialiste. La même année, il échoue aux cantonales. 
Réélu premier adjoint en 1995, il devient maire à partir de 1997 à la suite du retour au gouvernement de Louis Besson. Comme maire, André Gilbertas a permis la construction de la Bibliothèque Georges Brassens et de la Cité des arts.
En 2001, il ne se représente pas. André Gilbertas présidait l’association Montanea.
André Gilbertas meurt le 7 juillet 2011, à Chambéry,.

## Mandats et décorations
- Premier adjoint au maire de Chambéry : 1989 à 1997.
- Maire de Chambéry : 1997-2001.
- Commandeur de l'ordre national du Mérite [6]

## Ouvrages
- Sous une lumière sans ombre, les carnets d’un chirurgien, Mazarine, 1983.
- Adèle de Bellegarde, récit, La Fontaine de Siloé, 1992  (ISBN 978-2908697209).
- L’inconnu d’Uccello, roman, La Fontaine de Siloé, 1994  (ISBN 978-2908697872).
- Melchior, récits imaginaires, nouvelles, préface de Jean Burgos, éditions Comp'Act, 1997  (ISBN 978-2876611634).
- Chambéry, d’un millénaire à l’autre, collectif, éditions Comp'Act, 1998  (ISBN 978-2876612198).
- Les derniers beaux jours, roman, éditions Comp'Act, 2000  (ISBN 978-2876612211).
- La Contessa, autobiographie imaginaire de la Comtesse de Verrue, éditions Comp'Act, 2004  (ISBN 978-2876613218).
- Véra au bonheur de vivre, roman, éditions Act Mem, 2008  (ISBN 978-2355130236).